# Brett Butler
Brett Butler (nascida como Brett Anderson em 30 de Janeiro de 1958; Motgomery, Alabama) é uma atriz e comediante americana, mais conhecida por interpretar o personagem principal de Grace Under Fire e Thammy Rouse na 9° Temporada de The Walking Dead.

## Carreira
Butler é a mais velha das cinco irmãs. Ela trabalhou como garçonete antes de se tornar uma famosa comediante.
Um de seus trabalhos mais notáveis foi na série Dolly, criada por Dolly Parton em 1987. Posteriormente, foi contratada como escritora da série, antes de ser cancelada.
- Durante o período de Grace Under Fire, Butler desenvolveu uma reputação difícil de controlar, entrando em diversas brigas com produtores e escritores. Essa situação também fez com que a co-estrela Julia White saísse do show na última temporada.[1]

## Livro
Butler fez uma autobiografia intitulada Knee Deep in Paradise, em 1996. O livro foi iniciado antes de se tornar muito popular, e terminou-o antes da estreia de Grace Under Fire

## Curiosidades
- Ela ficou em 87º lugar na lista dos 100 comediantes bem-sucedidos do Comedy Central.
- Butler interpretou em 2005 a mãe de Joy um episódio do sitcom My Name is Earl.
- Possui uma voz de barítona.
- Em meados dos anos 1990, gravou comerciais para o extinto Hills Departament Stores.
- Atualmente vive em uma fazenda em Roma, Georgia, um subúrbio a cerca de 70 milhas do noroeste da cidade de Atlanta.